# Hans Taihuttu
Hans Taihuttu (1909) è stato un calciatore indonesiano, di ruolo attaccante.

## Carriera
Prese parte con la Nazionale delle Indie Orientali Olandesi ai Mondiali del 1938.